# 劉一飛
劉一飛（英語：Lau Yat Fei，1949年5月5日—），香港男性國語配音員及演員。曾為無綫電視藝員兼配音員。

## 簡歷
劉一飛生於北京，後移居香港。1986年，他投身國語配音員行列，1989年則加入無綫電視國語配音組至今。在幕前演出方面，他擅長飾演「內地富商」，其中以《愛·回家》裡飾演夾雜普通話口音的富商「曹總」最廣為人知。而此角更與同劇黎諾懿飾演的「馬壯」、林師傑飾演的「上官飛」一同獲網民封為《愛·回家》三大男神。之後，他繼續在同一系列的處境劇《愛·回家（第二輯）》及《愛·回家之開心速遞》中，飾演同名卻不同背景的常駐角色，受到觀眾注目。
2021年，劉一飛離巢，並後期回應因健康出現小小問題所以暫時離巢。

## 演出作品

### 劇集（無綫電視）
| 首播            | 劇名                       | 角色             | 備註           |
| 1991年          | 今生無悔                   | 導 演            |                |
| 1999年          | 創世紀                     | 陳豐收           |                |
| 2002年          | 談談情·練練武              | 老 師            |                |
| 2003年          | 衝上雲霄                   | 登機客           |                |
| 2004年          | 下一站彩虹                 | 朱 總            |                |
| 2004年          | 爭分奪秒                   | 醫 生            | 第18集         |
| 2005年          | 酒店風雲                   | 洪 總            |                |
| 2005年          | 妙手仁心III                | 榮 總            |                |
| 2006年          | 刑事情報科                 | 喬老闆           |                |
| 2006年          | 樓住有情人                 | 黃先生           | 第1集          |
| 2006年          | 高朋滿座                   | 張 勝            | 第151集        |
| 2007年          | 溏心風暴                   | 海味商           |                |
| 2008年          | 珠光寶氣                   | 游 釗            |                |
| 2008年          | 溏心風暴之家好月圓         | 朱先生           | 第11集         |
| 2009年          | 畢打自己人                 | 何端正           | 第125集        |
| 2009年          | 宮心計                     | 大 臣            |                |
| 2010年          | 女王辦公室                 | 程先生           | 第11集         |
| 2010年          | 蒲松齡                     | 惡 霸            |                |
| 2010年          | 讀心神探                   | 周鵬軍           |                |
| 2010年          | 飛女正傳                   | 梁世伯           |                |
| 2010年          | 情越雙白線                 | 江先生           | 第18集         |
| 2011年          | 誰家灶頭無煙火             | 領事職員         |                |
| 2011年          | 荃加福祿壽探案             | 導 師            | 第8集          |
| 2011年          | 天與地                     | 天 叔            |                |
| 2012年          | 護花危情                   | 周 總            |                |
| 2012年          | 法網狙擊                   | 金 爺            | 第17集         |
| 2012 - 2015年   | 愛·回家 (第一輯)           | 高 生            | 第48集         |
| 2012 - 2015年   | 愛·回家 (第一輯)           | 曹 總（Santino） |                |
| 2013年          | 法外風雲                   | 藍 邦            | 第7集          |
| 2013年          | 舌劍上的公堂               | 李有福           | 第1集          |
| 2014年          | 叛逃                       | 趙世伯           |                |
| 2015 - 2016年   | 愛·回家 (第二輯)           | 曹 總            |                |
| 2016年          | 愛·回家之八時入席          | 張 董            |                |
| 2017 - 2021年   | 愛·回家之開心速遞          | 曹達華（曹總）   |                |
| 2017 - 2021年   | 愛·回家之開心速遞          | 曹 格            | 第698集        |
| 2017年          | 同盟                       | 馬 總            | 第7、8集       |
| 2017年          | 燦爛的外母                 | 豪 哥            | 第12、13、20集 |
| 2017年          | 溏心風暴3                  | 張 總            | 第2、15集      |
| 2018年          | 逆緣                       | 雷先生           | 第12集         |
| 2018年          | 特技人                     | 導 演            | 第1、4集       |
| 2019年          | 堅離地愛堅離地（海外首播） | 曹 總            | 第13集         |
| 2021年          | 我家無難事                 | 曹 總            | 第7集          |
| big big channel |                            |                  |                |
| 2018年          | 我老細唔係人               | 清水堅           | 第2、11、16集  |

### 電影
| 首映   | 電影名         | 角色             | 備註 |
| 1999年 | 玻璃樽         |                  |      |
| 2005年 | 童夢奇緣       | 大雄父親         |      |
| 2006年 | 黑社会以和为贵 | 宁波仔           |      |
| 2006年 | 春田花花同學會 | 同檯中資企業高層 |      |
| 2007年 | 老港正傳       | 董事長           |      |
| 2010年 | 全城戒備       | 森               |      |

## 曾獲獎項與提名
| 年份   | 獎項                                 | 結果 |
| 2018年 | 2018香港電視大獎「男配角獎（劇集）」 | 提名 |

## 外部連結
- 劉一飛的Facebook專頁
- 劉一飛的Instagram帳戶
- 劉一飛在香港影庫上的簡介